# Dual Contracts
I Dual Contracts, firmati il 19 marzo 1913 e noti anche come Dual Subway System, furono dei contratti sottoscritti con lo scopo di costruire o ristrutturare alcune delle linee metropolitane della città di New York. La maggior parte delle linee dell'attuale metropolitana di New York sono state costruite proprio tramite questi contratti, che erano "dual", cioè "doppi", poiché furono sottoscritti tra la città di New York e due società private separate, l'Interborough Rapid Transit Company e la Brooklyn Rapid Transit Company, che avrebbero lavorato insieme per rendere possibili questi lavori.

## Linee IRT

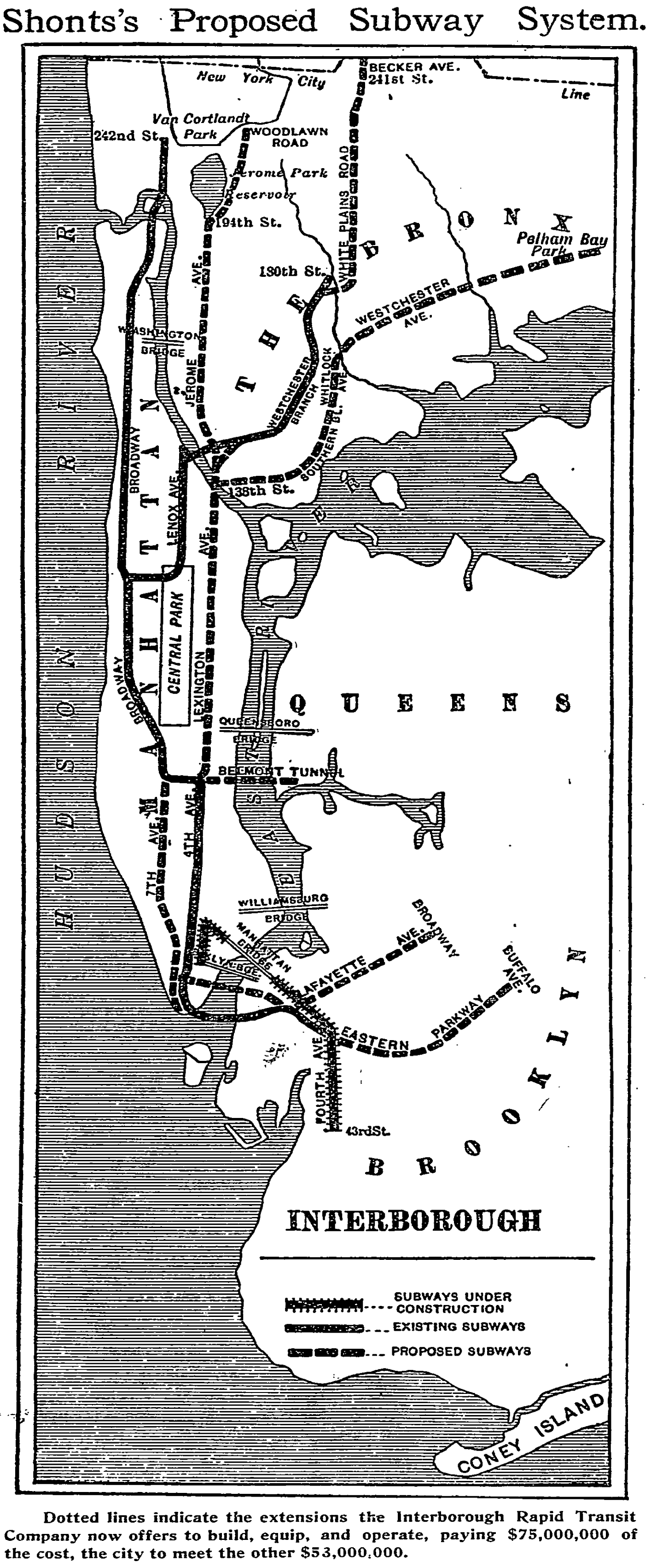
Piano di espansione del 1910 della rete dell'IRT.

Le nuove linee o nuove tratte costruite per l'Interborough Rapid Transit Company furono le seguenti:
- Linea BMT Astoria
- Linea IRT Flushing
- Linea IRT Broadway-Seventh Avenue (tratta a sud di Times Square-42nd Street e incluso il Brooklyn Branch)
- Linea IRT Lexington Avenue (tratta a nord di Grand Central-42nd Street)
- Linea IRT Jerome Avenue
- Linea IRT Ninth Avenue (tratta compresa tra 155th Street e il raccordo con la linea Jerome Avenue)
- Linea IRT Pelham
- Linea IRT White Plains Road (tratta a nord di 177th Street)
- Linea IRT Eastern Parkway (tratta a est di Atlantic Avenue)
- Linea IRT Nostrand Avenue
- Linea IRT New Lots

e furono invece ristrutturate le seguenti:
- Linea IRT Ninth Avenue (tratta compresa tra Rector Street e 155th Street)
- Linea IRT Second Avenue (tratta compresa tra City Hall e 129th Street)
- Linea IRT Third Avenue (tratta compresa tra 116th Street e 155th Street)

## Linee BMT

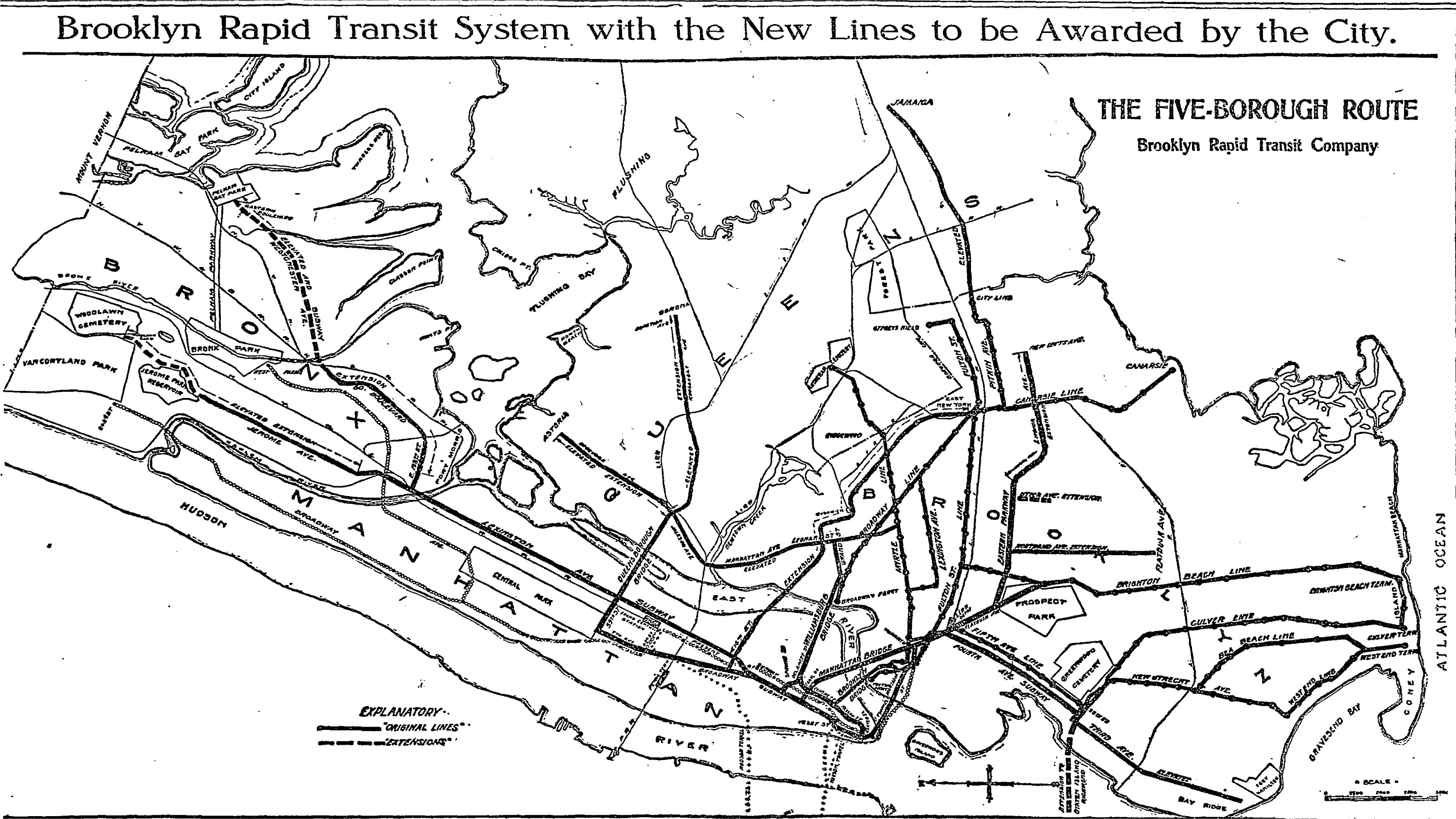
Progetto del 1911 per la rete della Brooklyn Rapid Transit Company.

Le nuove linee o nuove tratte costruite per la Brooklyn Rapid Transit Company furono le seguenti:
- Linea BMT 14th Street Eastern (tratta a ovest di Broadway Junction)
- Linea BMT Broadway
- Linea BMT Brighton (tratte comprese tra DeKalb Avenue e Prospect Park e tra Sheepshead Bay e Coney Island)
- Linea BMT Fourth Avenue
- Linea BMT Fulton Street (tratta a est di Grant Avenue)
- Linea BMT Jamaica (tratta a est di Cypress Hills)
- Linea BMT Nassau Street (tratta compresa tra Chambers Street e il raccordo con il Montague Street Tunnel)
- Linea BMT Culver (tratta compresa tra Ninth Avenue e West Eighth Street)
- Linea BMT Myrtle Avenue (tratta a est di Myrtle-Wyckoff Avenues)
- Linea BMT Sea Beach (tratta compresa tra il raccordo con la linea Fourth Avenue e la stazione di 86th Street)
- Linea BMT West End (tratta compresa tra Ninth Avenue e Bay 50th Street)
- Binari sul ponte di Manhattan

e furono invece ristrutturate le seguenti:
- Linea BMT Brighton (tratta compresa tra Prospect Park e Church Avenue)
- Linea BMT Jamaica (tratta compresa tra Marcy Avenue e Broadway Junction)
- Linea BMT Myrtle Avenue (tratta compresa tra Broadway-Myrtle e Myrtle-Wyckoff Avenues)
- Linea BMT Fulton Street (tratta compresa tra Nostrand Avenue e il raccordo con la linea Canarsie)